# Station Shenfield
Shenfield is een spoorwegstation van National Rail in Shenfield, Brentwood in Engeland. Het station is eigendom van Network Rail en wordt beheerd door Greater Anglia. Het station is geopend in 1843.

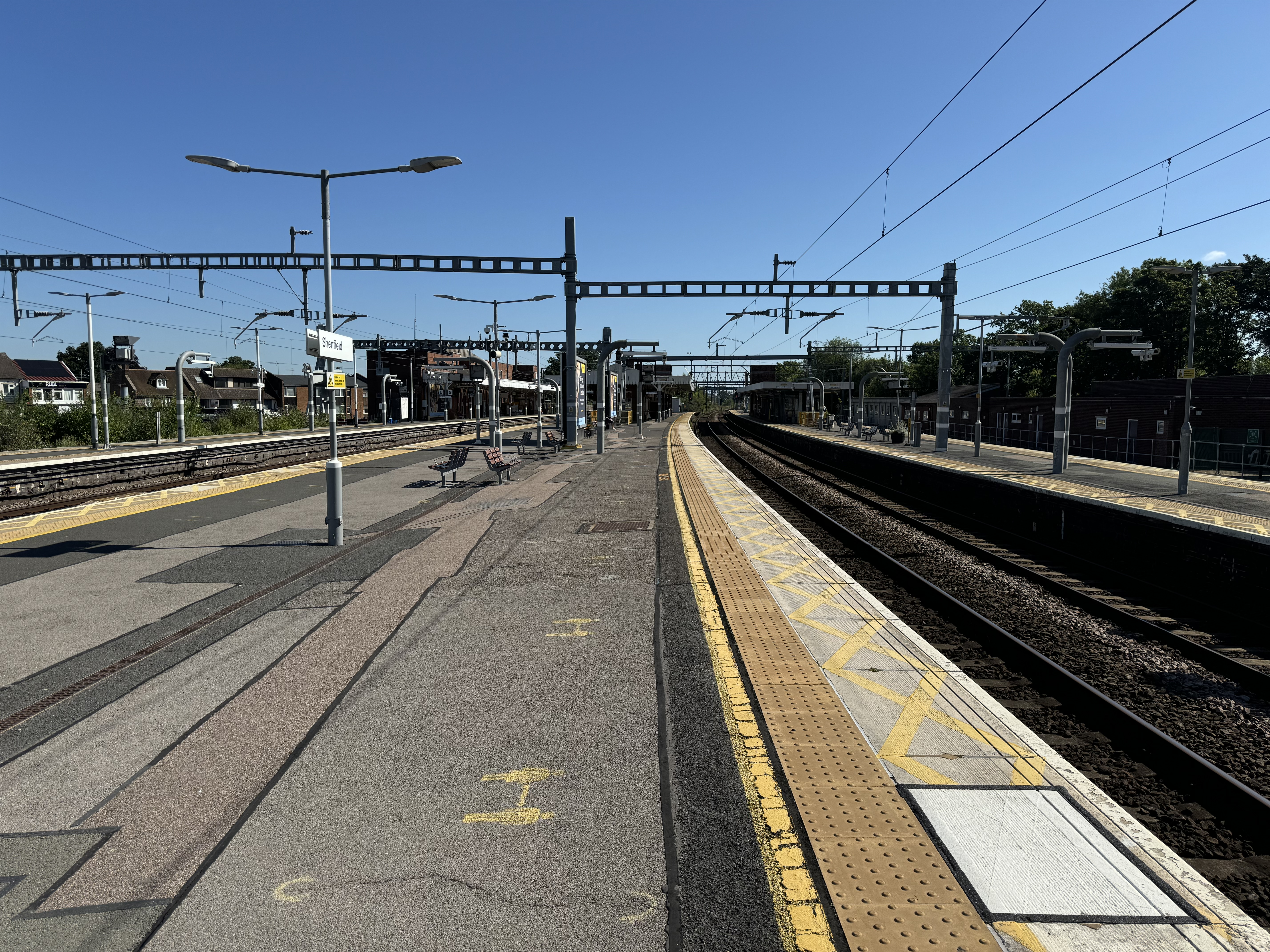
Stationsperrons gezien vanaf perron 2, juni 2024

## Geschiedenis
Het station werd geopend door de Eastern Counties Railway company op 29 maart 1843 tegelijk met de verlenging van haar lijn van Brentwood tot Colchester. Omdat het in een landelijk gebied lag, was de aanloop zo laag dat het in maart 1850 werd gesloten. Op 1 januari 1887 heropende de Great Eastern Railway het station onder de naam Shenfield & Hutton Junction als een overstapstation voor de nieuwe lijn naar Southend die twee jaar later werd voltooid. Er waren drie sporen, twee voor treinen naar Londen en één voor de andere richting. In 1923 ging de Great Eastern railway op in de London and North Eastern Railway (LNER) die in 1934 twee extra sporen toevoegde als eindpunt voor de voorstedelijke "metro". Voor het goederenvervoer lag er in 1920 een emplacement met draaischijf vlak ten westen van de perrons. 
Op 4 mei 1964 werd het emplacement gesloten en vervolgens omgebouwd tot parkeerterrein. Het achtervoegsel Hutton Junction in de naam van het station werd op 20 februari 1969 geschrapt. De sporen tussen London Liverpool Street en London Fenchurch Street enerzijds en Shenfield anderzijds, via Gas Factory Junction en Bow Junction werden geëlektrificeerd met bovenleiding van 1500 V gelijkspanning. In 1960 werd dit omgebouwd naar 6,5 kV wisselspanning. Het traject tussen Gidea Park en Shenfield werd in 1976 omgebouwd tot 25 kV wisselspanning. In 1980 ging ook het traject tussen  Liverpool Street en Gidea Park over op 25 kV wisselspanning.
De komst van de Elizabeth line was aanleiding om op de plaats van de opstelsporen een nieuw, 210 meter lang, perron en spoor te bouwen. In 2013 werd het station voorzien van aanmeldzuilen voor reizen met de Oystercard.

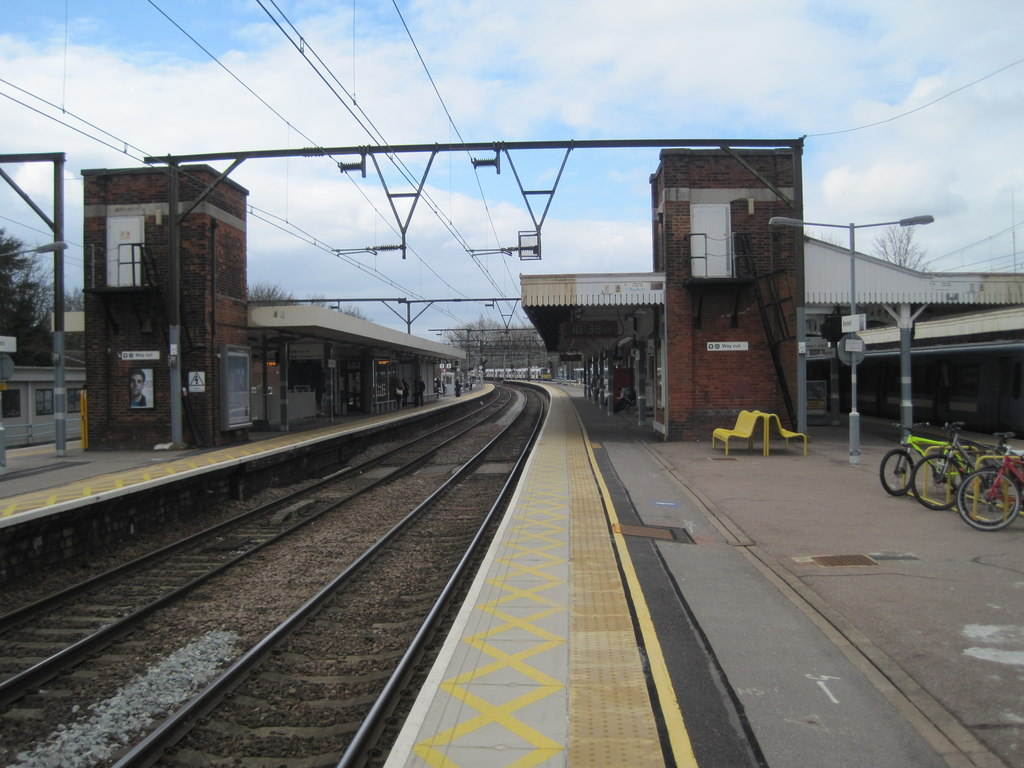
De perrons gezien uit het oosten.
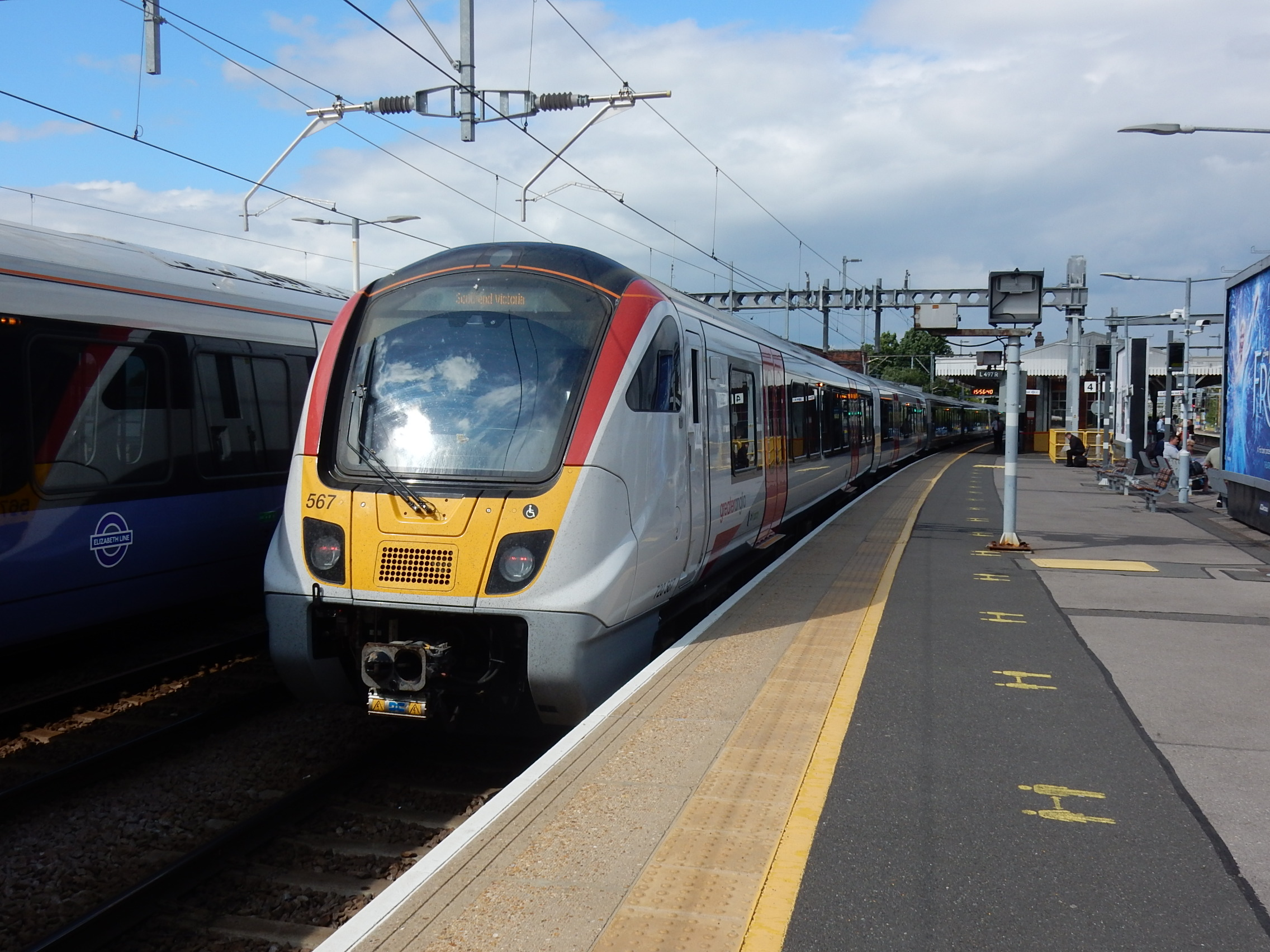
Een stoptrein van Greater Anglia op 24 juni 2022 op weg naar Southend.
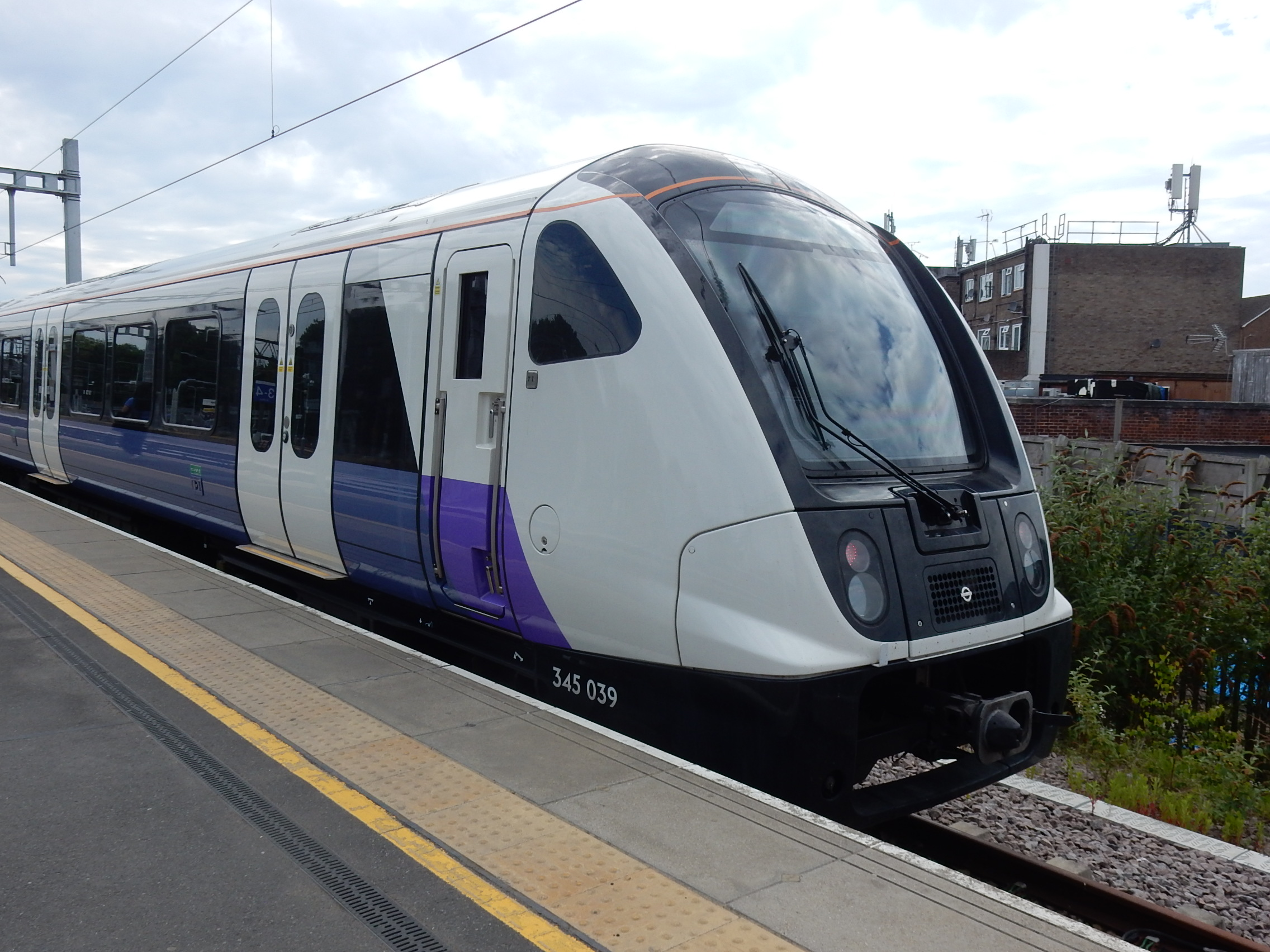
Class 345 van de Elizabeth line in Shenfield op 3 juni 2022.

## Ligging en inrichting
Het station is een belangrijk knooppunt is voor middellange- en langeafstandsdiensten op 32,5 km ten oosten van Liverpool Street. Direct ten westen van het station ligt Brentwood bank een steile glooiing aan de kant van Londen. Voor stoomtreinen uit Londen naar het oosten betekende dit een forse klim. Aan de Londense kant van het station liggen meerdere opstelsporen aan de bovenkant van de helling. Aanvankelijk had het station drie sporen, in de loop der tijd groeide dit tot zes. 
Ten westen van Shenfield liggen vijf sporen, vlak ten oosten ligt de splitsing in een tak naar Soutend en een tak naar Colchester met elk twee sporen.  De London and North Eastern Railway opende de Southend Loop ten oosten van het station op 1 januari 1934. Over dit extra spoor kunnen de treinen van/naar Southend ongelijkvloers onder de sporen naar Colchester door van/naar spoor 4 en 5. Het extra spoor wordt in beide richting bereden en sluit bij Mountnessing Junction aan op de sporen naar Southend.. Het kopspoor 6 wordt gebruikt door de Elizabeth line, de twee sporen naar het westen en de drie naar het oosten worden zowel door Greater Anglia als de Elizabeth line gebruikt. De sporen 1 tot en met 5 zijn geschikt voor 12 bakken, kopspoor 6 voor 10 bakken.

## Reizigersdienst
De treindiensten op de hoofdlijn worden verzorgd door Greater Anglia naar bestemmingen zoals Chelmsford, Witham en Ipswich, Southminster, Braintree, Harwich 
Town, Colchester Town en Clacton-on-Sea. Naast deze treindiensten is Shenfield ook het noordoostelijke eindpunt van de Elizabeth line. Shenfield was in de plannen van Crossrail opgenomen als eindpunt van de oosttak van hun Elizabeth line. De bouw van de Elizabeth line begon in 2008 en zou eind 2018 geopend worden. De Elizabeth Line werd echter pas op 17 mei 2022 geopend, vooruitlopend hierop nam Transport for London (TfL) op 31 mei 2015 de diensten tussen Liverpool Street en Shenfield over onder de naam TfL Rail. De diensten ten oosten van Liverpool Street worden sinds 24 mei 2022 gereden onder de naam Elizabeth Line al moeten reizigers tot 6 november 2022 overstappen tussen de bovengrondse perrons van het oostelijke deel van de lijn en de ondergrondse perrons van de rest van de Elizabeth Line. Vanaf het voorjaar 2023 zullen rechtstreekse diensten tussen Shenfield en Reading worden aangeboden. De dienstregeling omvat:
- 6x per uur (Elizabeth line van TfL): London Liverpool Street - Stratford - Ilford - Romford - Shenfield
- 1x per uur (Sneltrein): London Liverpool Street - Shenfield - Chelmsford - Colchester - Clacton-on-Sea
- 1x per uur (Stoptrein): London Liverpool Street - Shenfield - Chelmsford - Colchester - Ipswich
- 1x per uur (Stoptrein): London Liverpool Street - Shenfield - Chelmsford - Colchester Town
- 1x per uur (Stoptrein): London Liverpool Street - Shenfield - Chelmsford - Braintree
- 3x per uur (Stoptrein): London Liverpool Street - Shenfield - Wickford - Southend Airport - Southend Victoria